# Kilmarnock (Virginie)
Pour les articles homonymes, voir Kilmarnock.
Kilmarnock est une municipalité américaine principalement située dans le comté de Lancaster en Virginie.
Selon le recensement de 2010, Kilmarnock compte 1 487 habitants. La municipalité s'étend sur 3,43 milles carrés (8,88 km2), dont une partie se trouve dans le comté de Northumberland voisin : 57 habitants sur 0,09 mille carré (0,23 km2).
La localité est fondée au milieu du XVIIe siècle sous le nom de The Crossroads. En 1764, le marchand écossais Robert Gilmour acquiert ces terres et les renomme en référence à la ville écossaise de Kilmarnock. L'Assemblée générale de Virginie lui accorde le statut de municipalité en 1930.